# Trynna Finda Way
Trynna Finda Way – nieoficjalnie wydany singel kanadyjskiej piosenkarki Nelly Furtado. Piosenkę wydano jesienią 2002 tylko w Meksyku, przez DreamWorks Records. Producentem jest Gerald Easton i Brian West. Utwór jest nagrany w stylu trip-hop i hip hop.

## Lista utworów
1. "Trynna Finda Way" – 3:34
2. "Trynna Finda Way" (New Album Version) – 3:32
3. "Baby Girl (Live)" – 4:14
4. "My Love Grows Deeper" (Non-LP Version) – 4:54